# Ospedale Leishenshan
L'Ospedale Leishenshan (cinese: 雷神山医院; pinyin: Léishénshān Yīyuàn; letteralmente: Ospedale Monte del Dio del Tuono) è un ospedale da campo costruito in risposta alla pandemia di COVID-19 del 2019-2021. La struttura si trova nel parcheggio n. 3 del Villaggio degli atleti nel distretto di Jiangxia, a Wuhan.
La costruzione è iniziata il 29 gennaio 2020 ed è stato aperto 8 febbraio 2020. Costruito vicino all'Ospedale Huoshenshan, ha una capacità stimata di 1600 posti letto.
I due ospedali sono consacrati a due divinità che purificano dai demoni della pestilenza (wenshen 瘟神) nella religione tradizionale cinese, il Dio del Fuoco (Huoshen 火神) e il Dio del Tuono (Leishen 雷神). Le due divinità sono l'essenza spirituale rispettivamente di Yandi e Huangdi, i due dèi-antenati dei Cinesi, sono complementari e hanno complesse associazioni nel sistema degli elementi e della medicina tradizionale cinese.